# Run (artiste)
Pour les articles homonymes, voir Run.
Run, ou 777Run, nom de plume de Guillaume Renard, est un auteur de bande dessinée, illustrateur et réalisateur français.
Principalement connu pour sa série de bande dessinée Mutafukaz et la gestion de la collection Label 619 chez Ankama Éditions, il est également le réalisateur de son adaptation cinématographique de 2017, après un premier court métrage en 2000.

## Biographie
Né en 1976 à Cambrai, Guillaume Renard se passionne très tôt pour la bande dessinée. Il est détenteur d'un baccalauréat B (économie), d'un diplôme national d'arts plastiques (DNAP) et d'un diplôme national d'arts et techniques (DNAT). Étudiant, il travaille en amateur sur différents petits projets, notamment avec Rolito sur un petit fanzine, Suck cheese shark face.
Il commence sa carrière professionnelle en 1999 dans l'agence de web design TeamChman où il rencontre plusieurs autres artistes tels que Dany Boy, Scien du 123klan, Super2, Rolito, et déjà Yuck et Tony aka Chick, avec lesquels il continuera à travailler plus tard, au Label 619. Au départ simple dessinateur et illustrateur, Run devient directeur artistique de 2000 à 2003, et travaille entre autres sur les projets publicitaires de l'agence. Dès 2003 il travaille pour le collectif Semper-Fi (Rolito, Dany Boy, Yan et Chick) sur différents projets comme le Toy Design ou des illustrations.
Run débute dès 1997 un projet de bande dessinée nommé Mutafukaz, pour lequel il crée plusieurs animations flash. Il présente le tout sur un site Internet et réalise un court métrage trois ans plus tard, intitulé Mutafukaz : Operation Blackhead. Celui-ci remporte plusieurs prix et est notamment diffusé en 2003 au Festival du film de Sundance, organisé dans l'Utah. L'année suivante, il quitte son poste de directeur artistique chez Teamchman et se lance à plein temps dans la bande dessinée, toujours avec Mutafukaz. Après de nombreux refus de diverses maisons d'éditions, il rencontre Anthony Roux qui publie son œuvre chez Ankama Éditions. Son premier tome est publié en 2006.
En 2008, il crée chez Ankama la collection Label 619, duquel il est le directeur artistique et le directeur de collection. En 2010, il lance la série d'horreur DoggyBags, en collaboration avec un collectif d'auteurs, et toujours chez Ankama Éditions. La saison 1 s'arrête en 2017, au numéro treize, une fin déjà prévue à l'avance. La saison 2, qui comprendra 4 nouveaux tomes, sortira en 2019. Cependant d'autres ouvrages nommés « DoggyBags présente » ou « DoggyBags one-shot » sont avancés.
En 2013, à l'occasion d'une restructuration interne, il est nommé directeur éditorial d'Ankama Éditions.
L'arc 1 de Mutafukaz se conclue en 2015. Run enchaîne deux ans plus tard avec le spin-off Puta Madre, en collaboration avec Neyef, puis deux autres spin-of, Loba Loca et Mutafukaz 1886. Il réalise également avec le Studio 4°C le film Mutafukaz, produit par Ankama Animations, co-réalisé avec le japonais Shōjirō Nishimi du Studio 4°C, qui peine à trouver un distributeur. Après une tournée internationale en festivals, une date en France est annoncée : mai 2018.
Fin 2018, il quitte les effectifs d'Ankama et monte une société avec 3 des auteurs historiques du Label 619: La MotherBase. Il co-dirige le Label 619 avec Mathieu Bablet, Guillaume Singelin, et Florent Maudoux depuis cette date.
Le Label 619 intègre les éditions Rue de Sèvres en 2020. Run y relance un second arc de Mutafukaz (MFK2), et une nouvelle série héritière de DoggyBags appelée Lowreader. 

## Œuvre

### Publications
- Mutafukaz, Ankama Éditions, Label 619
  1.  It came from the moon, 2008,  (ISBN 978-2-916739-29-8)
  2.  Dark meat City, 2006,  (ISBN 2-9524509-4-3)
  3.  Troublants trous noirs, 2007,  (ISBN 978-2-916739-03-8)
  4.  Révélations, 2009,  (ISBN 978-2-35910-010-5)
  5.  DE4D END, 2013,  (ISBN 2359103385)
  6.  V, 2015,  (ISBN 978-2-359-10515-5)

- DoggyBags, Ankama Éditions, Label 619 (en collaboration avec d'autres artistes et auteurs)
  - Volume 1, 2011,  (ISBN 978-2359101294)
  - Volume 2, 2012,  (ISBN 978-2359102598)
  - Volume 4, 2013,  (ISBN 978-2359104325)
  - Volume 5, 2014,  (ISBN 978-2359104660)
  - Volume 6 : Heartbreaker, 2014,  (ISBN 978-2359104790)
  - Volume 7, 2015,  (ISBN 978-2359105230)
  - Volume 9, 2016,  (ISBN 978-2359108637)
  - Volume 12 : spécial Japon, 2016,  (ISBN 978-2359109740)
  - Volume 13, 2017,  (ISBN 979-1033500728)
  - Doggybags présente : Heartbreaker (hors-série), 2017,  (ISBN 979-1033504306)
- Mutafukaz' Puta Madre, Ankama Éditions, Label 619, 6 volumes publiés en 2017.

- Mutafukaz 2, Rue de Sèvres, Label 619
  1.  Leaving D.M.C., 2022,  (ISBN 978-2-8102-0262-1)
  2.  À paraître

### Filmographie
- 2002 : Mutafukaz : Operation Blackhead (réalisateur, scénariste et producteur)
- 2017 : Mutafukaz (scénariste ; réalisateur avec Shōjirō Nishimi)

### Participations
- 2018 : Genre c'est du cinéma ? de Victor Bonnefoy (interviewé)

## Prix
- Prix coup de coeur St Malo en 2015, pour Mutafukaz tome 5.
- Prix Gérardmer 2018 du jeune public et prix de la meilleure musique originale pour le film Mutafukaz
- Prix de la bande dessinée polar 2023 avec Florent Maudoux, pour A Short Story – La véritable histoire du Dahlia Noir (Éditions Rue De Sèvres)